# Prvenstvo Hrvatske u hokeju na travi 2000./01.
Prvenstvo Hrvatske u hokeju na travi na 2000./01. je osvojila momčad Zelina iz Svetog Ivana Zeline. 

## Ljestvice i rezultati

### Prvi dio prvenstva
| mj  | klub                       | ut | pob | neod | por | golovi | bod |          |
| --- | -------------------------- | -- | --- | ---- | --- | ------ | --- | -------- |
| 1.  | Jedinstvo Zagreb           | 9  | 8   | 1    | 0   | 47:11  | 25  | 1.A liga |
| 2.  | Marathon Zagreb            | 9  | 7   | 1    | 1   | 77:22  | 22  | 1.A liga |
| 3.  | Zelina (Sveti Ivan Zelina) | 9  | 7   | 0    | 2   | 36:15  | 21  | 1.A liga |
| 4.  | Mladost Zagreb             | 9  | 6   | 1    | 2   | 54:7   | 19  | 1.A liga |
| 5.  | Concordia Zagreb           | 9  | 4   | 1    | 4   | 18:29  | 13  | 1.A liga |
| 6.  | Trešnjevka Zagreb          | 9  | 4   | 0    | 5   | 19:32  | 12  | 1.A liga |
| 7.  | Akademičar Zagreb          | 9  | 2   | 2    | 5   | 15:52  | 8   | 1.B liga |
| 8.  | Atom Zagreb                | 9  | 1   | 1    | 7   | 7:46   | 4   | 1.B liga |
| 9.  | Centar Zagreb              | 9  | 1   | 0    | 8   | 12:50  | 3   | 1.B liga |
| 10. | Zagreb                     | 9  | 0   | 3    | 6   | 16:37  | 3   | 1.B liga |

### 1.A liga - 1. krug
| mj | klub                       | ut | pob | neod | por | golovi | bod |                      |
| -- | -------------------------- | -- | --- | ---- | --- | ------ | --- | -------------------- |
| 1. | Zelina (Sveti Ivan Zelina) | 5  | 4   | 1    | 0   | 20:7   | 13  | 1.A liga - završnica |
| 2. | Jedinstvo Zagreb           | 5  | 3   | 1    | 1   | 18:7   | 10  | 1.A liga - završnica |
| 3. | Marathon Zagreb            | 5  | 2   | 3    | 0   | 17:3   | 9   | 1.A liga - završnica |
| 4. | Mladost Zagreb             | 5  | 2   | 1    | 2   | 19:7   | 7   | 1.A liga - završnica |
| 5. | Concordia Zagreb           | 5  | 1   | 0    | 4   | 5:19   | 3   | 1.B liga             |
| 6. | Trešnjevka Zagreb          | 5  | 0   | 0    | 5   | 1:37   | 0   | 1.B liga             |

### 1.A liga - 2. krug (završnica)
Preneseni su međusobni rezultati iz. kruga 1.A lige.
| mj | klub                       | poredak u završnici 1.A lige | poredak u završnici 1.A lige | poredak u završnici 1.A lige | poredak u završnici 1.A lige | poredak u završnici 1.A lige | poredak u završnici 1.A lige |    | omjer u završnici 1.A lige | omjer u završnici 1.A lige | omjer u završnici 1.A lige | omjer u završnici 1.A lige | omjer u završnici 1.A lige |
| mj | klub                       | ut                           | pob                          | neod                         | por                          | golovi                       | bod                          | ut | pob                        | neod                       | por                        | golovi                     |                            |
| -- | -------------------------- | ---------------------------- | ---------------------------- | ---------------------------- | ---------------------------- | ---------------------------- | ---------------------------- | -- | -------------------------- | -------------------------- | -------------------------- | -------------------------- | -------------------------- |
| 1. | Zelina (Sveti Ivan Zelina) | 9                            | 6                            | 3                            | 0                            | 30:14                        | 21                           | 6  | 4                          | 2                          | 0                          | 22:8                       |                            |
| 2. | Mladost Zagreb             | 9                            | 4                            | 2                            | 3                            | 19:15                        | 14                           | 6  | 4                          | 1                          | 1                          | 16:8                       |                            |
| 3. | Jedinstvo Zagreb           | 9                            | 2                            | 2                            | 5                            | 13:22                        | 8                            | 6  | 1                          | 1                          | 4                          | 6:17                       |                            |
| 4. | Marathon Zagreb            | 9                            | 1                            | 3                            | 5                            | 15:26                        | 6                            | 6  | 1                          | 0                          | 5                          | 3:3                        |                            |

### 1.B liga
Prenesen rezultat iz 1.A lige (1.dio) 

Concordia -Trešnjevka 3:0
| mj | klub              | ut | pob | neod | por | golovi | bod    |
| -- | ----------------- | -- | --- | ---- | --- | ------ | ------ |
| 1. | Concordia Zagreb  | 10 | 8   | 2    | 0   | 49:10  | 26     |
| 2. | Trešnjevka Zagreb | 10 | 7   | 1    | 2   | 34:15  | 22     |
| 3. | Centar Zagreb     | 10 | 4   | 2    | 4   | 26:33  | 14     |
| 4. | Akademičar Zagreb | 10 | 3   | 1    | 6   | 19:25  | 10     |
| 5. | Atom Zagreb       | 10 | 2   | 1    | 7   | 17:43  | 7      |
| 6. | Zagreb            | 10 | 1   | 3    | 6   | 10:29  | 5 (-1) |

## Konačni poredak
1. Zelina (Sveti Ivan Zelina)
2. Mladost Zagreb
3. Jedinstvo Zagreb
4. Marathon Zagreb
5. Concordia Zagreb
6. Trešnjevka Zagreb
7. Centar Zagreb
8. Akademičar Zagreb
9. Atom Zagreb
10. Zagreb